# Chalarus connexus
Chalarus connexus är en tvåvingeart som beskrevs av José Albertino Rafael 1988. Chalarus connexus ingår i släktet Chalarus och familjen ögonflugor. Inga underarter finns listade i Catalogue of Life.